# 霊符殿古墳
霊符殿古墳（れいふでんこふん）は、群馬県藤岡市藤岡にある古墳。本郷・小林古墳群を構成する古墳の1つ。藤岡市指定史跡に指定されている。

## 概要
群馬県南部、神流川西岸の低河岸段丘上に築造された古墳である。一帯に分布する本郷・小林古墳群では北端に位置する。現在は墳頂部に霊符殿が所在し、古くから石室が開口するほか、これまでに発掘調査は実施されていない。
墳形は明らかでない。現在は直径33メートル・高さ5.9メートルの円墳状であるが、元は前方部を東に向けた前方後円墳であって前方部は八高線敷設工事の際に削平されたとする説がある。墳丘表面で葺石は明らかでなく、埴輪も認められない。墳丘周囲には周濠が巡らされたと見られ、現在も西側に名残が認められる。埋葬施設は両袖式の横穴式石室で、南方向に開口する。「模様積み」と称される石積みを特徴とした石室になる。石室内の副葬品は明らかでない。築造時期は古墳時代後期の6世紀末頃と推定される。
古墳域は1970年（昭和45年）に藤岡市指定史跡に指定された。現在では石室内への立ち入りは制限されている。

## 埋葬施設

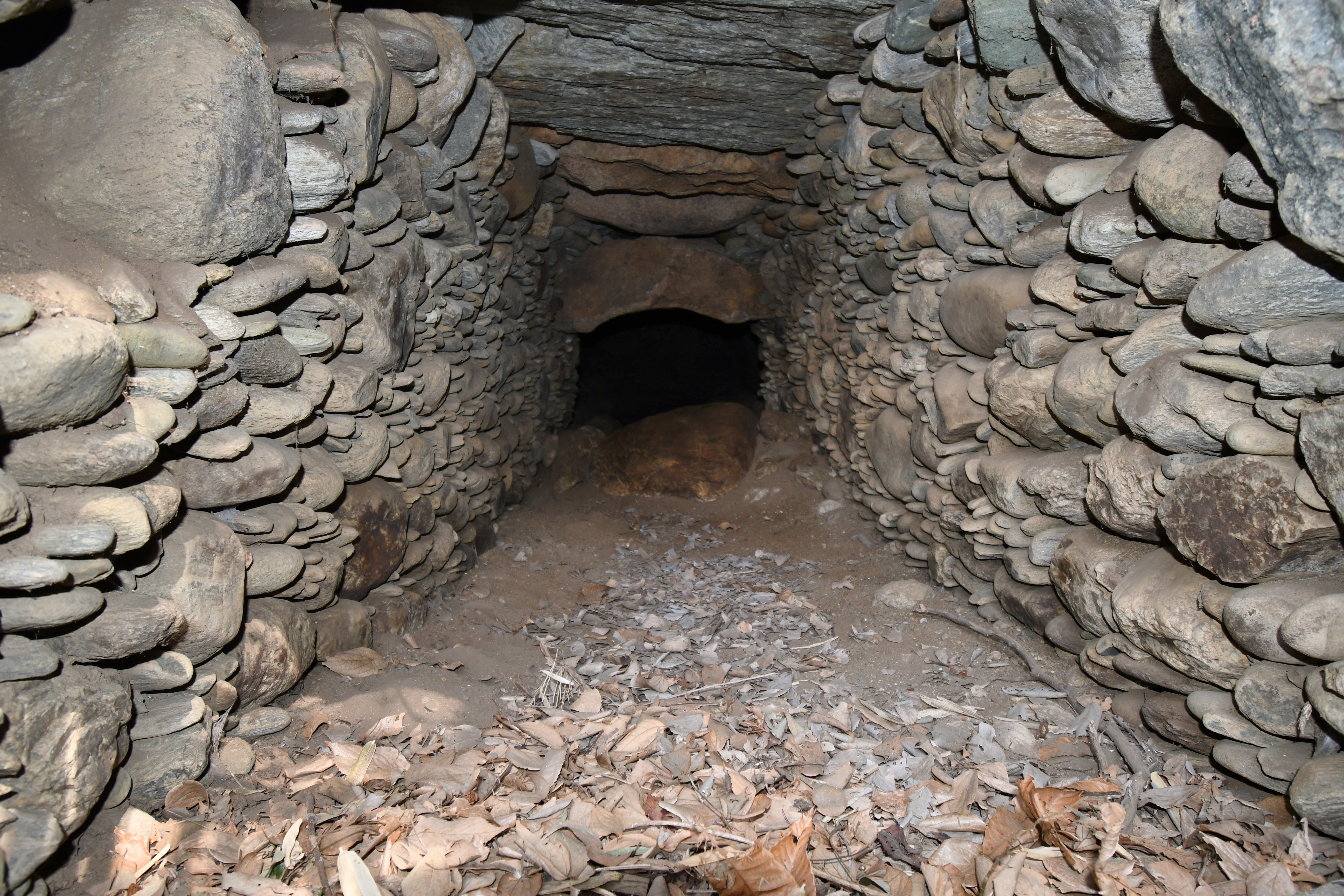
石室内部

埋葬施設としては両袖式横穴式石室が構築されており、南方向に開口する。石室の規模は次の通り。
- 石室全長：9.02メートル
- 玄室：長さ4.97メートル、幅1.73メートル（奥）、高さ1.84メートル（奥壁）
- 羨道：長さ4.05メートル、幅0.99メートル（奥）、高さ0.87メートル（奥）

石室は「模様積み」と称される独特の石積み技法により、珪岩質の転石と棒状の片岩を積み上げて構築される。玄室の平面形は羽子板状である。羨道も模様積みであるが、開口部付近は乱石積みとする。天井石は、玄室では6石（奥4石は牛伏砂岩、手前2石は片岩）、羨道では7石（奥から牛伏砂岩4石、片岩2石、牛伏砂岩1石）。

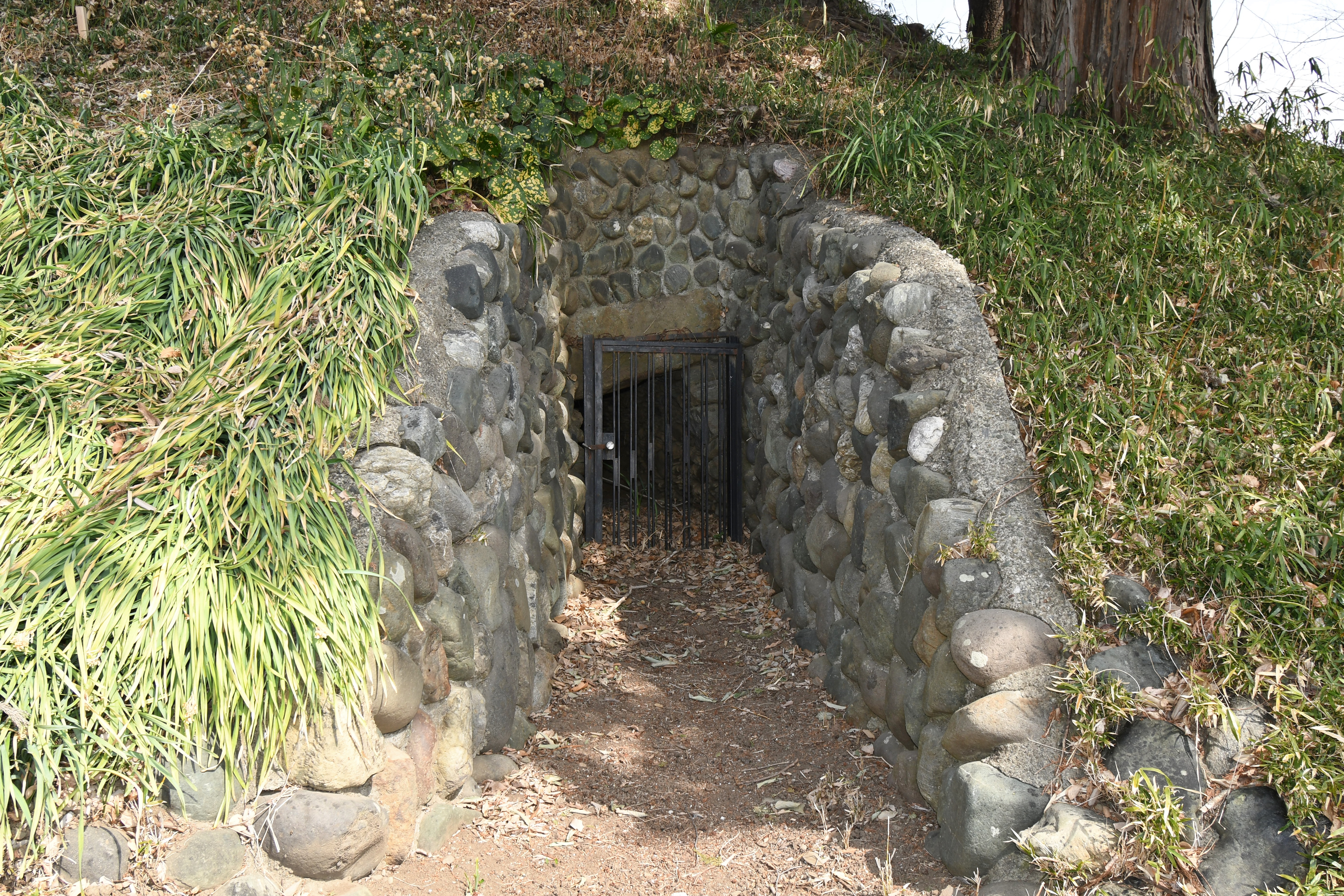
石室開口部
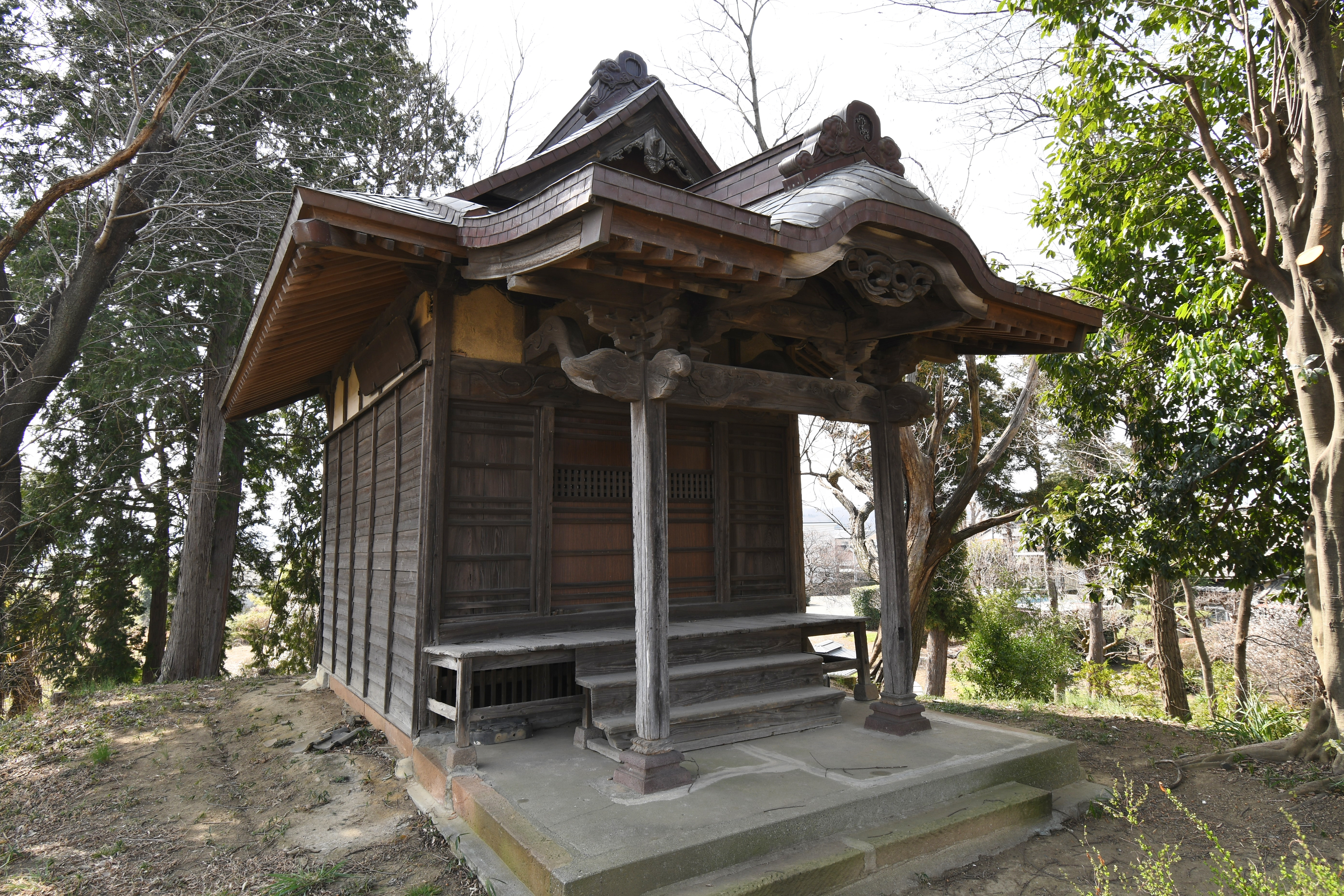
墳頂の霊符殿
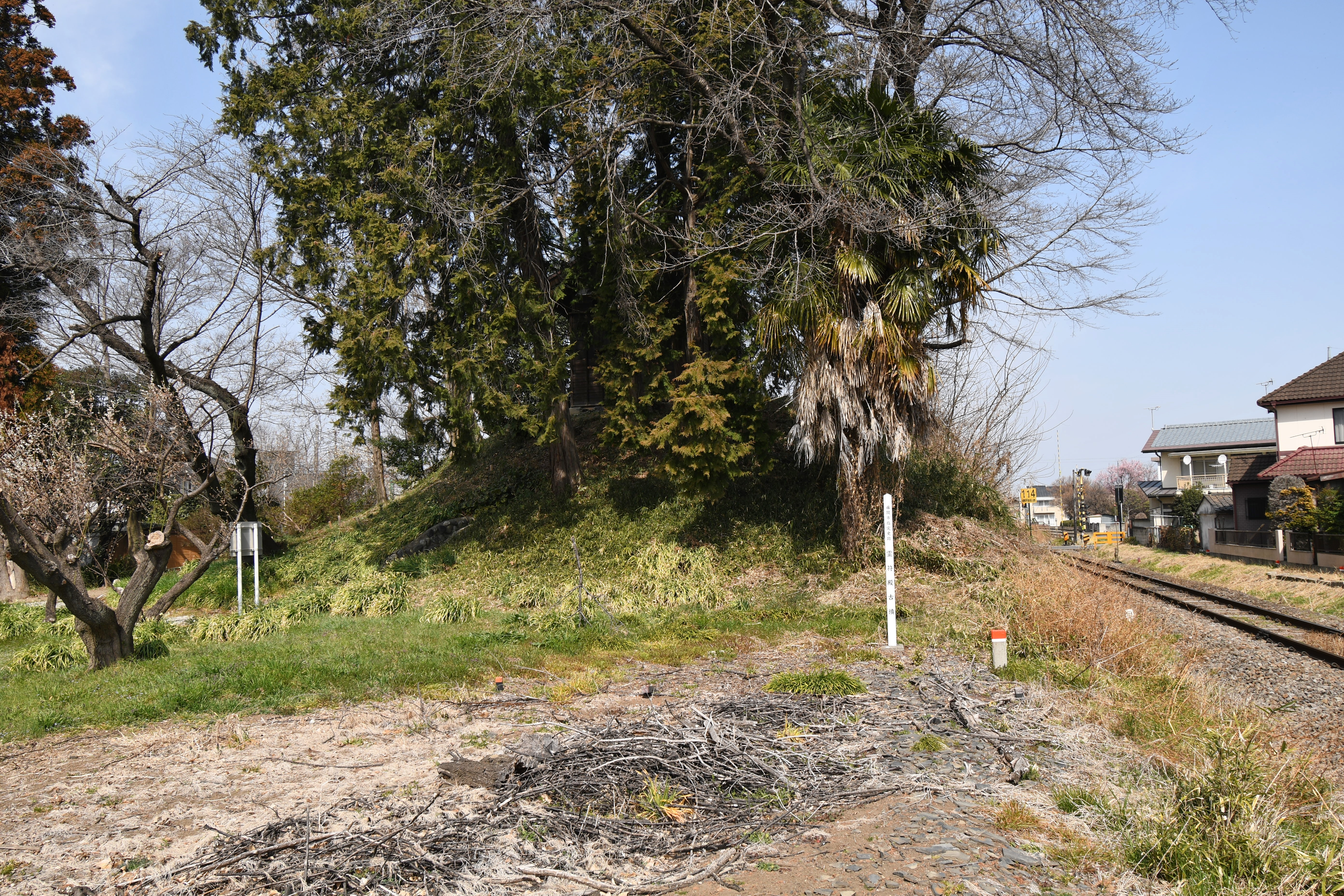
墳丘と八高線

## 文化財

### 藤岡市指定文化財
- 史跡
  - 霊符殿古墳 - 1970年（昭和45年）4月15日指定[3][2]。